# FK Atlantas
Maillots
Le FK Atlantas Klaipėda est un club lituanien de football basé à Klaipėda.

## Historique
- 1962 : fondation du club sous le nom de FK Granitas Klaipėda
- 1990 : 1re participation au championnat de 1re division
- 1992 : le club est renommé FK Granitas-Aras Klaipėda
- 1993 : le club est renommé PSK Aras Klaipėda
- 1995 : le club est renommé FK Atlantas Klaipėda
- 2001 : 1re participation à une Coupe d'Europe (C3, saison 2001/02)
- 2012 : Sébastien Roques devient le premier entraîneur étranger de l'histoire du club et le premier français à entraîner un club lituanien depuis l'indépendance, Emil Pastor ayant par exemple entraîné le Dinamo Vilnius dans les années 1940.
- 2019 : le club est exclu de la première division en raison d'une affaire de matchs truqués[2].

## Bilan sportif

### Palmarès
- Coupe de Lituanie (2)
  - Vainqueur : 2001 et 2003.
  - Finaliste : 2004 et 2015.

### Bilan par saison
Légende
- Vainqueur de la compétition.
- Vice-champion ou finaliste de la compétition.
- Troisième de la compétition.
- Promotion en division supérieure.
- Relégué en division inférieure.

| Saison    | Championnat | Championnat | Championnat | Championnat | Championnat | Championnat | Championnat | Championnat | Championnat | Championnat | Coupe de Lituanie   |
| Saison    | Division    | Pos         | Pts         | J           | V           | N           | D           | BP          | BC          | Diff        | Coupe de Lituanie   |
| --------- | ----------- | ----------- | ----------- | ----------- | ----------- | ----------- | ----------- | ----------- | ----------- | ----------- | ------------------- |
| 1996-1997 | 1re         | 7e          | 18          | 28          | 4           | 6           | 18          | 21          | 66          | -45         | Quarts de finale    |
| 1997-1998 | 1re         | 6e          | 52          | 30          | 15          | 7           | 8           | 47          | 21          | +26         | Huitièmes de finale |
| 1998-1999 | 1re         | 6e          | 28          | 23          | 8           | 4           | 11          | 34          | 33          | +1          | Demi-finales        |
| 1999      | 1re         | 3e          | 33          | 18          | 9           | 6           | 3           | 34          | 24          | +10         | Quarts de finale    |
| 2000      | 1re         | 3e          | 67          | 36          | 21          | 4           | 11          | 70          | 45          | +25         | Quarts de finale    |
| 2001      | 1re         | 2e          | 69          | 36          | 19          | 12          | 5           | 66          | 29          | +37         | Vainqueur           |
| 2002      | 1re         | 2e          | 67          | 32          | 20          | 7           | 5           | 58          | 23          | +35         | Huitièmes de finale |
| 2003      | 1re         | 5e          | 33          | 28          | 9           | 6           | 13          | 27          | 30          | -3          | Vainqueur           |
| 2003      | 1re         | 5e          | 33          | 28          | 9           | 6           | 13          | 27          | 30          | -3          | Quarts de finale    |
| 2004      | 1re         | 3e          | 50          | 28          | 15          | 5           | 8           | 36          | 29          | +7          | Finale              |
| 2005      | 1re         | 7e          | 41          | 36          | 11          | 8           | 17          | 40          | 52          | -12         | Demi-finales        |
| 2006      | 1re         | 6e          | 52          | 36          | 14          | 10          | 12          | 46          | 41          | +5          | Demi-finales        |
| 2007      | 1re         | 6e          | 45          | 36          | 13          | 6           | 17          | 54          | 45          | +11         | -                   |
| 2008      | 1re         | 6e          | 28          | 28          | 7           | 7           | 14          | 31          | 44          | -13         | Quarts de finale    |
| 2009      | 3e Ouest    | 1er         | 56          | 20          | 18          | 2           | 0           | 101         | 11          | +90         | Quarts de finale    |
| 2010      | 2e          | 7e          | 33          | 27          | 9           | 6           | 12          | 35          | 33          | +2          | Troisième tour      |
| 2011      | 1re         | 11e         | 11          | 33          | 3           | 2           | 28          | 28          | 121         | -93         | Seizièmes de finale |
| 2012      | 1re         | 8e          | 27          | 36          | 7           | 6           | 23          | 33          | 92          | -59         | Huitièmes de finale |
| 2013      | 1re         | 2e          | 71          | 32          | 22          | 5           | 5           | 64          | 23          | +41         | Demi-finales        |
| 2014      | 1re         | 3e          | 65          | 36          | 19          | 8           | 9           | 76          | 36          | +40         | Huitièmes de finale |
| 2015      | 1re         | 3e          | 70          | 36          | 21          | 7           | 8           | 65          | 34          | +31         | Finale              |
| 2016      | 1re         | 4e          | 56          | 33          | 16          | 8           | 9           | 42          | 32          | +10         | Quarts de finale    |
| 2016      | 1re         | 4e          | 56          | 33          | 16          | 8           | 9           | 42          | 32          | +10         | Demi-finales        |
| 2017      | 1re         | 5e          | 38          | 33          | 8           | 12          | 13          | 39          | 43          | -4          | Huitièmes de finale |
| 2018      | 1re         | 6e          | 24          | 33          | 6           | 6           | 21          | 28          | 75          | -47         | Huitièmes de finale |
| 2019      | 1re         | 6e          | 26          | 33          | 7           | 5           | 21          | 30          | 78          | -48         | Seizièmes de finale |
| 2020      | 3e Ouest    | 4e          | 22          | 11          | 7           | 1           | 3           | 27          | 17          | +10         | Premier tour        |

### Bilan européen
Note : dans les résultats ci-dessous, le score du club est toujours donné en premier.
| Saison    | Compétition     | Tour              | Club                             | Domicile | Extérieur | Total             |
| --------- | --------------- | ----------------- | -------------------------------- | -------- | --------- | ----------------- |
| 2000      | Coupe Intertoto | Premier tour      | Kocaelispor                      | 0 - 1 ap | 1 - 0     | 1 - 1 (5 - 3 tab) |
| 2000      | Coupe Intertoto | Deuxième tour     | Bradford City                    | 1 - 3    | 1 - 4     | 2 - 7             |
| 2001-2002 | Coupe UEFA      | Tour préliminaire | Rapid Bucarest                   | 0 - 4    | 0 - 8     | 0 - 12            |
| 2002-2003 | Coupe UEFA      | Tour préliminaire | Litex Lovetch                    | 1 - 3    | 0 - 5     | 1 - 8             |
| 2003-2004 | Coupe UEFA      | Tour préliminaire | Dyskobolia Grodzisk Wielkopolski | 1 - 4    | 0 - 2     | 1 - 6             |
| 2004      | Coupe Intertoto | Premier tour      | Spartak Moscou                   | 1 - 0    | 0 - 2     | 1 - 2             |
| 2005-2006 | Coupe UEFA      | Premier tour Q    | Rhyl FC                          | 3 - 2    | 1 - 2     | 4 - 4E            |
| 2014-2015 | Ligue Europa    | Premier tour Q    | FC Differdange 03                | 3 - 1    | 0 - 1     | 3 - 2             |
| 2014-2015 | Ligue Europa    | Deuxième tour Q   | Chakhtior Karagandy              | 0 - 0    | 0 - 3     | 0 - 3             |
| 2015-2016 | Ligue Europa    | Premier tour Q    | Beroe Stara Zagora               | 0 - 2    | 1 - 3     | 1 - 5             |
| 2016-2017 | Ligue Europa    | Premier tour Q    | HJK Helsinki                     | 0 - 2    | 1 - 1     | 1 - 3             |
| 2017-2018 | Ligue Europa    | Premier tour Q    | Kaïrat Almaty                    | 1 - 2    | 0 - 6     | 1 - 8             |

Légende
- Victoire ou qualification pour le tour suivant
- Match nul
- Défaite ou élimination de la compétition

## Maillots
- Puma anno 2017.

| Domicile (traditionnel) | 2017 (Extérieur) | Depuis 2018 (Extérieur) |

### Couleurs
| ATLANTAS | ATLANTAS |